# Contea di Copiah
La contea di Copiah (in inglese Copiah County) è una contea dello Stato del Mississippi, negli Stati Uniti. La popolazione al censimento del 2000 era di 28 757 abitanti. Il capoluogo di contea è Hazlehurst.